# Aert van Tricht

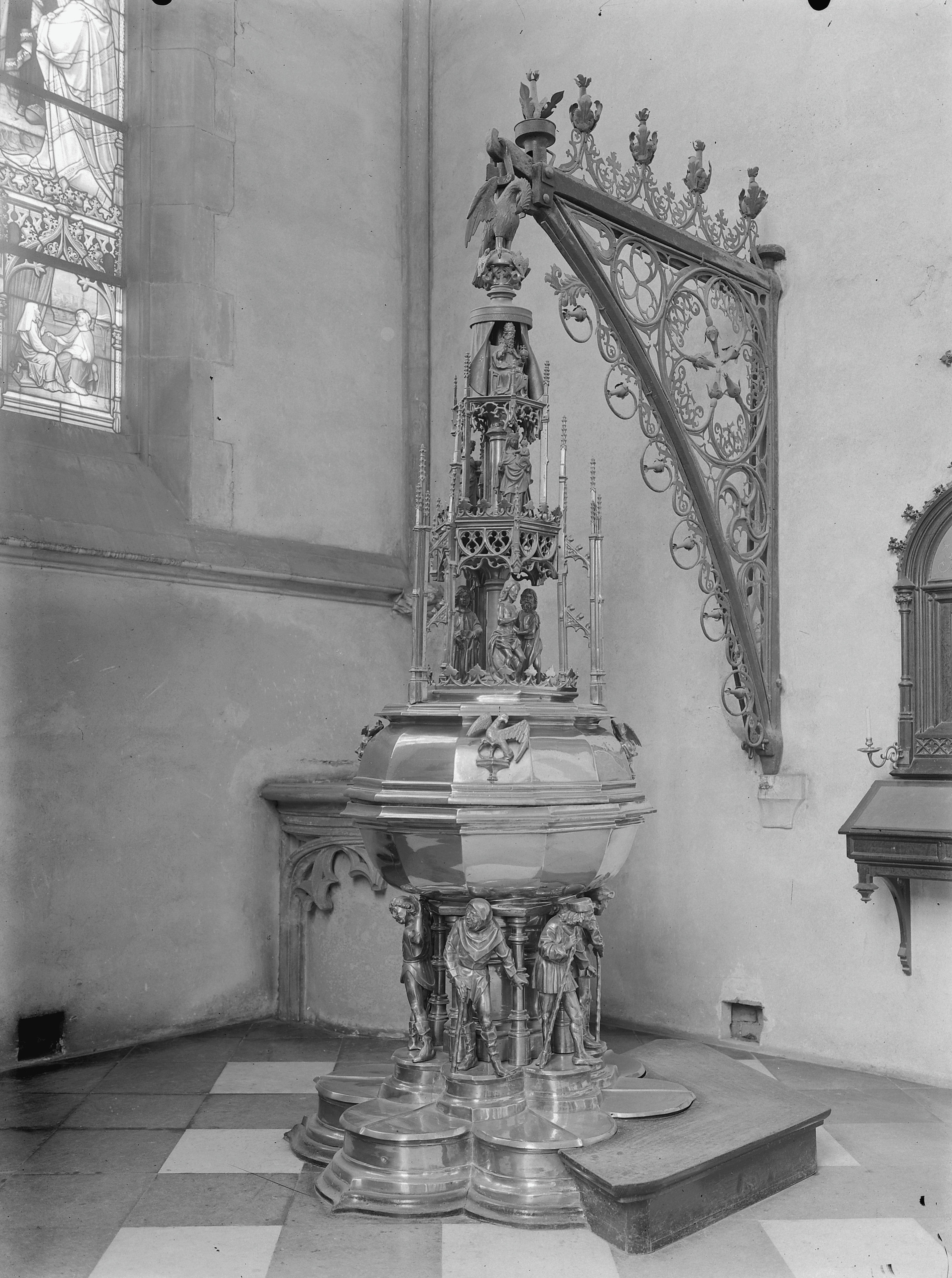
Fünte (1492), ’s-Hertogenbosch, St.-Johannes-Kathedrale

Aert van Tricht, auch Jehan Aert van Tricht, war ein niederländischer Metallgießer, der zwischen 1492 und 1501 in Maastricht ansässig war.
Für das Jahr 1521 ist ein Aert van Tricht in Antwerpen nachweisbar, jedoch ist offen, ob es sich dabei um dieselbe Person handelt.

## Werke (Auswahl)
- Siebenarmiger Leuchter für das Franziskanerkloster in Maastricht, 1492 (im 18. Jh. verloren)
- Fünte, 1492 (’s-Hertogenbosch, St.-Johannes-Kathedrale)
- Kupfergitter für die Bruderschaftskapelle, vielleicht nach Holzmodellen von Alaert du Hamel, 1495/96 (’s-Hertogenbosch, St.-Johannes-Kathedrale)
- Adlerlesepult aus der Kirche Sint Pieter in Löwen, um 1500 (206,1 × 121,3 × 102,2 cm; heute New York, Metropolitan Museum of Art, The Cloisters, Inv. Nr. 68.8)[1]
- Zwei Kerzenhalter, um 1500 (30 × 11,2–14,7 × 13,4–14,4 cm, New York, Metropolitan Museum of Art, The Cloisters, Inv. Nr. 64.101.1534–64.101.1535)[2][3]
- Leuchterbogen im Chor, 1501 (Xanten, St. Viktor)[4][5]
- Sakramentshaus in Sint-Laurentiuskerk in Bocholt
- Fünte aus der Sint-Nicolaaskerk in Maastricht (stark beschädigt; heute Maastricht, Liebfrauenbasilika)

## Galerie

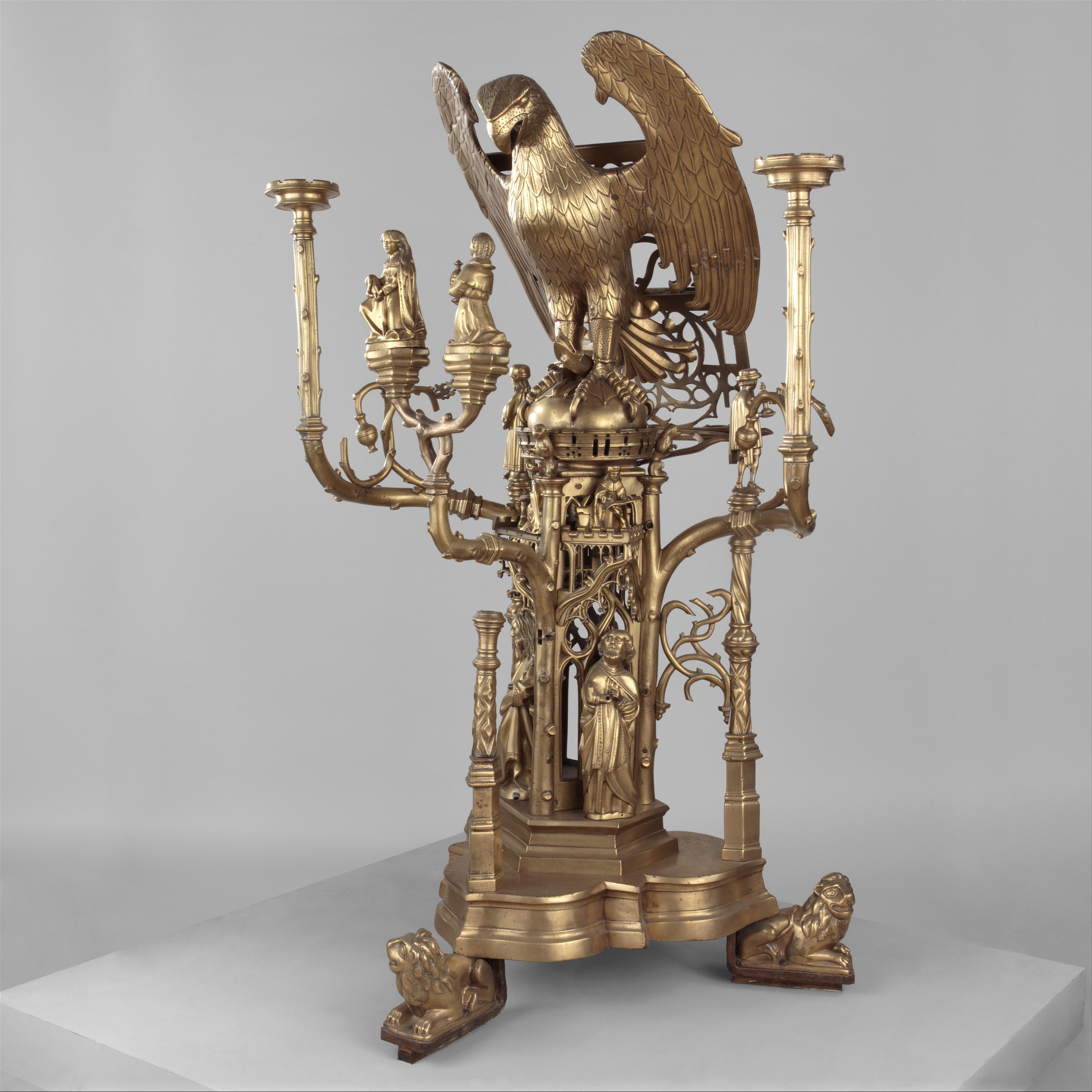
Adlerlesepult (um 1500)
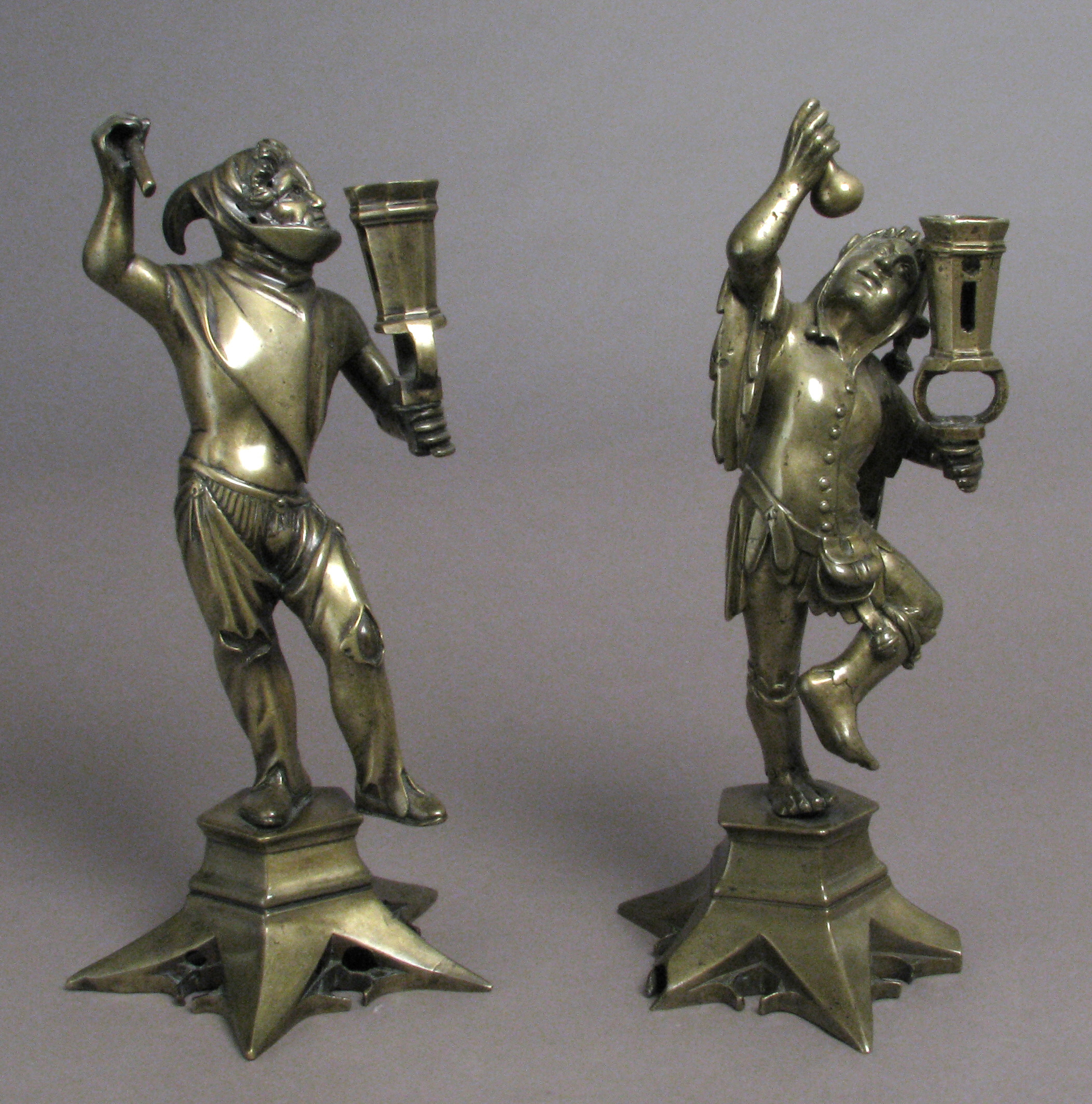
Kerzenhalter (um 1500)
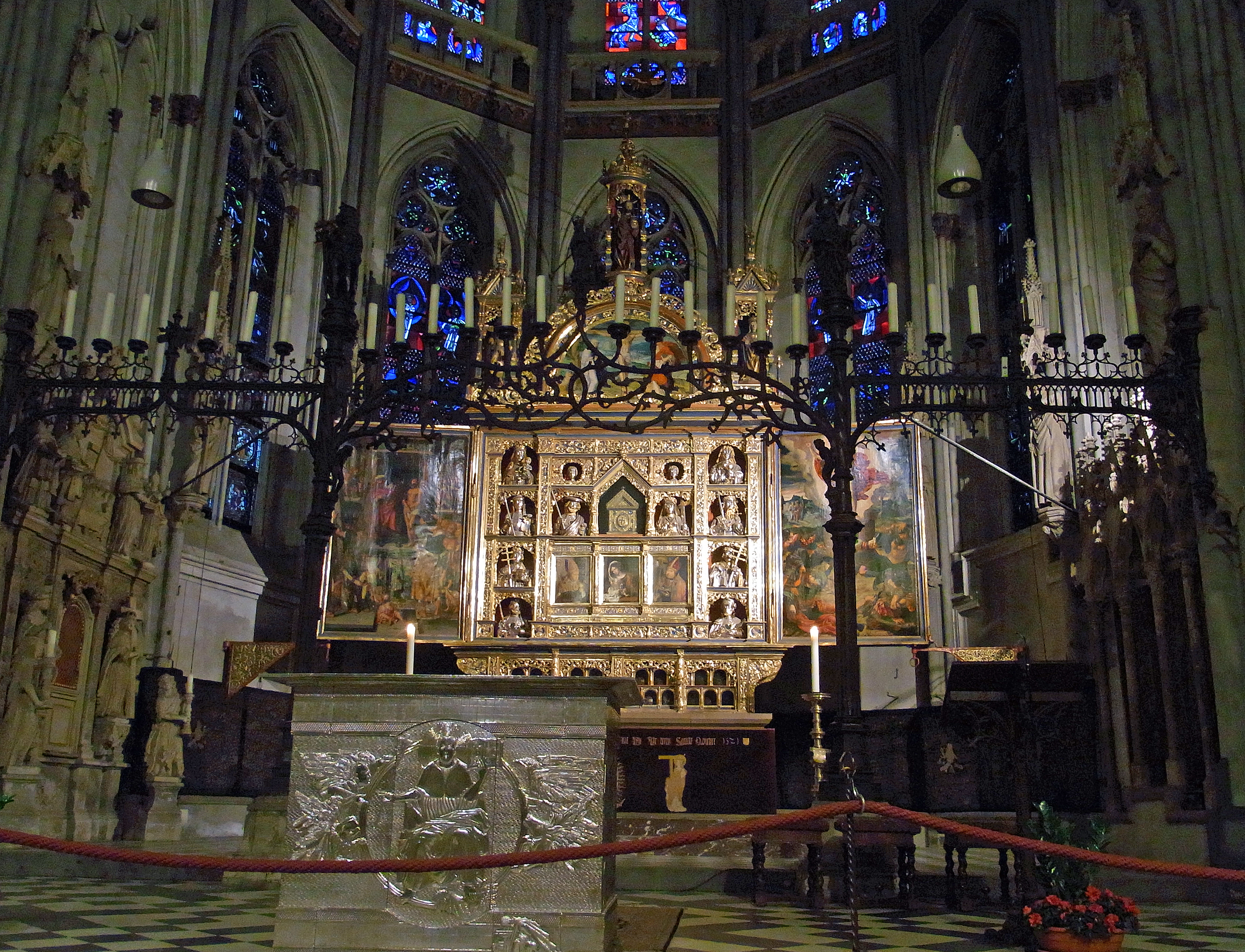
Leuchterbogen (1501) in Xanten, St. Viktor
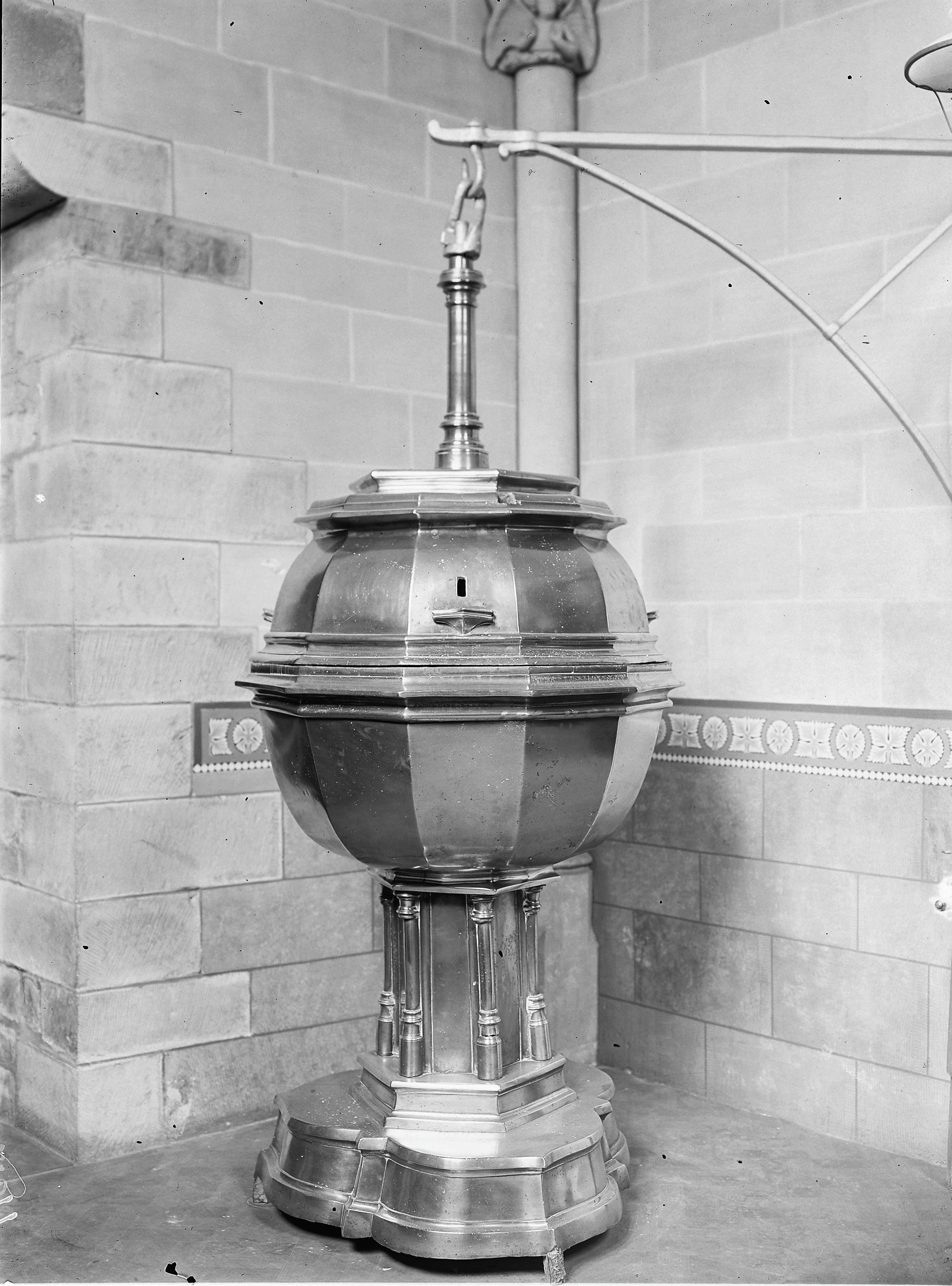
Fünte aus St. Nikolaus in Maastricht
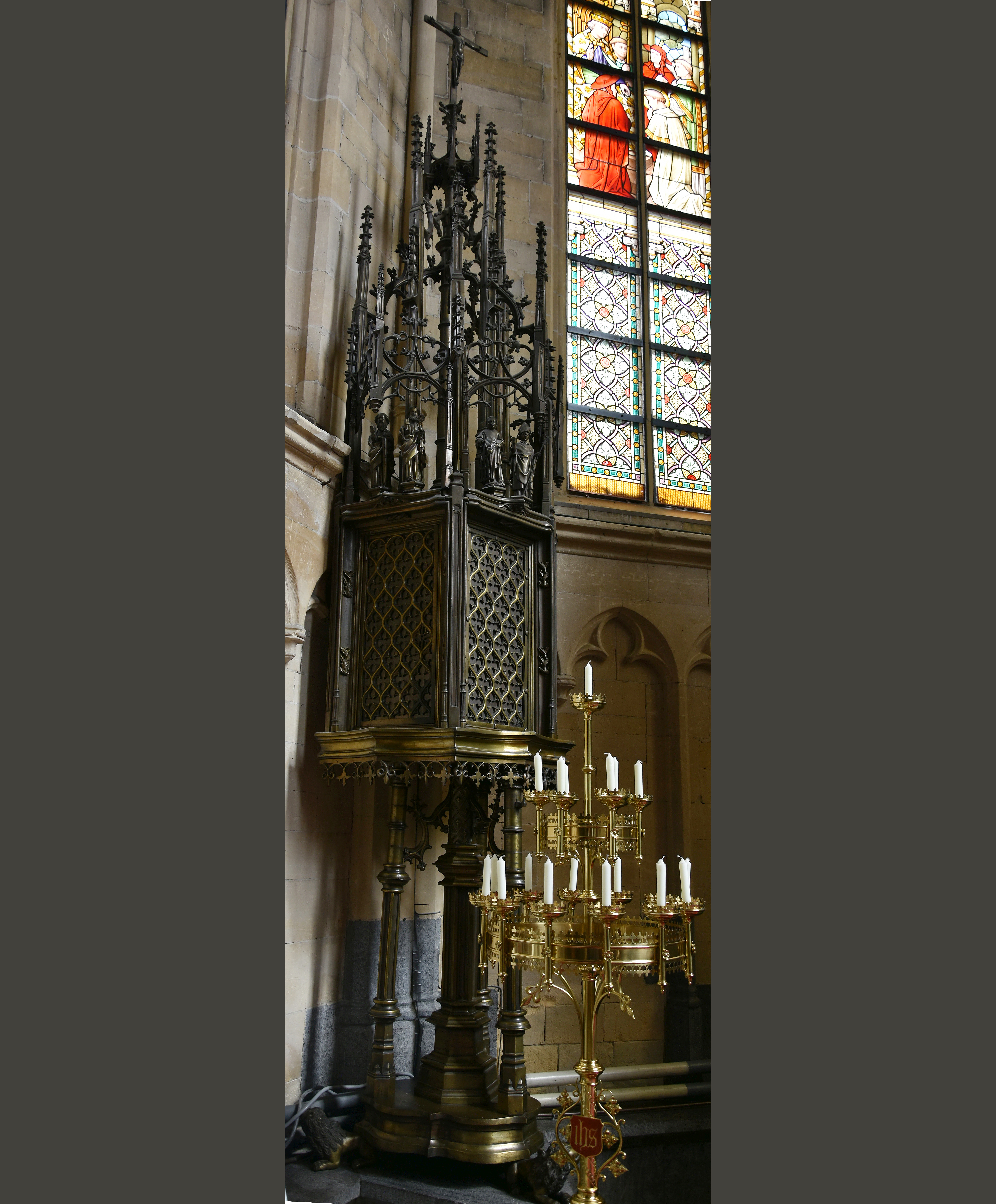
Sakramentshaus in St. Laurentius in Bocholt (Belgien)